# Алкалія
Алкалі́я — річка в Молдові (витоки) та Україні, в межах Білгород-Дністровського району Одеської області. Впадає до лиману Солоне Озеро (басейн Чорного моря).

## Опис
Довжина 67 км, площа водозбірного басейну 653 км². Похил річки 1,7 м/км. Долина широка, розчленована ярами та балками, є стариці. Річище помірно звивисте, завширшки 6—8 м, розчищене і випрямлене протягом 30 км. Влітку подекуди міліє та висихає. Споруджено кілька ставків. Використання річки господарсько-побутове, на зрошення.

## Розташування
Алкалія бере початок зі ставка, що на південний захід від села Крокмаз (Молдова), неподалік від молдовсько-українського кордону. Тече переважно на південь і (частково) південний схід. Впадає до Солоного Озера на схід від села Садового.

## Галерея

Алкалія поблизу села Великомар'янівка
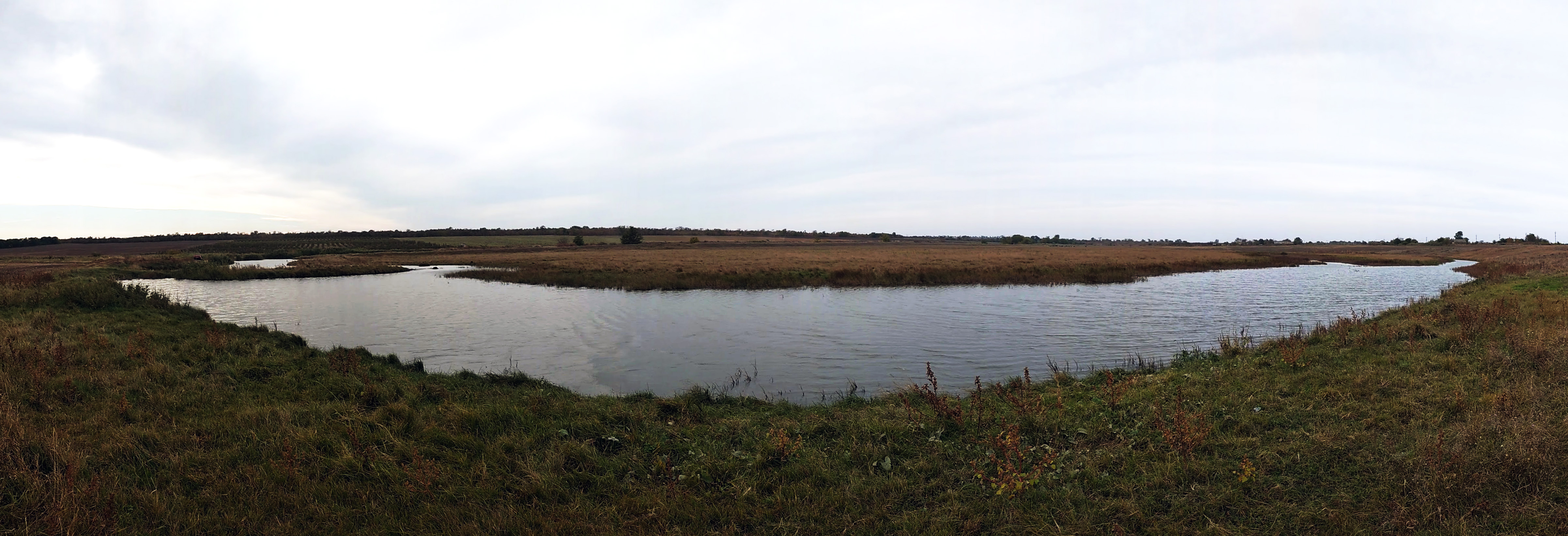
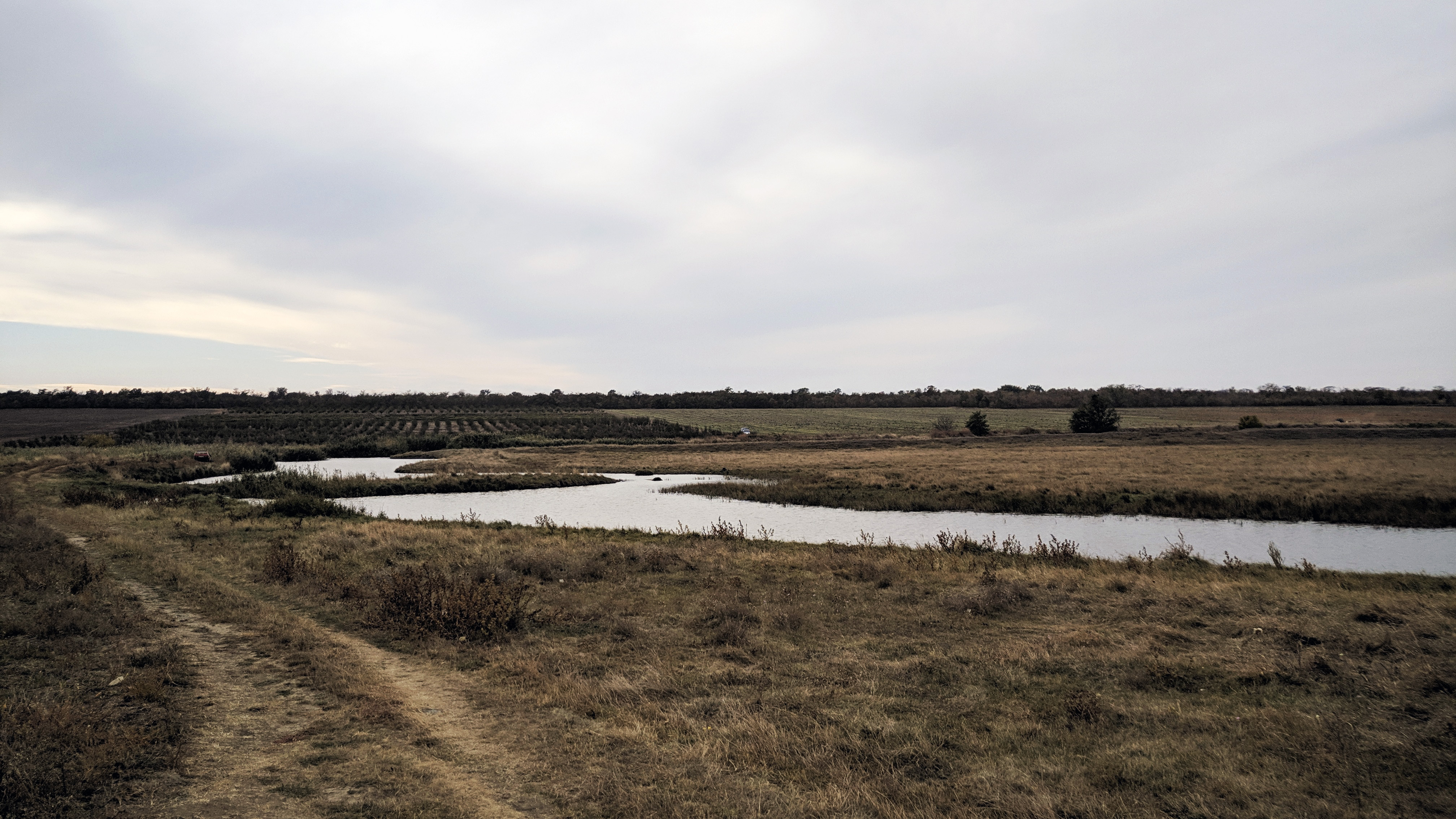